# MNK Uspinjača Zagreb
Il Malonogometni klub Uspinjača Zagreb è una squadra croata di calcio a 5 con sede a Zagabria.

## Storia
Fondata nel 1983, l'Uspinjača è una delle formazioni pioniere della disciplina in Croazia; la "squadra della funicolare" ha vinto un campionato jugoslavo (nel 1990 a Sremska Mitrovica), quattro campionati croati e cinque coppe di Croazia.
L'Uspinjača è anche l'unico club balcanico ad aver vinto l'European Champions Tournament. Nella finale di Debrecen, il 22 dicembre 1988 ha battuto i connazionali del MNK Kutina per 3-0 con due reti di V. Papic e una di Pavao Sudy (quest'ultimo fu anche eletto miglior giocatore della manifestazione). L'Uspinjača scese in campo con la seguente formazione: Gorican, Popovski, Sudy, Novak, Martic, V. Papic, M. Papic, Lovkovic, Ivancic, Liplin, diretti dai tecnici Zdravko Brkljacic e Boris Durlen.
La squadra di Zagabria è stata inoltre la vincitrice del primo Campionato croato, istituito nella stagione 1991-92, quando la società era denominata "Uspinjaca-Svjetlovod". Confermatasi campione anche l'anno successivo, l'Uspinjača ha vissuto la sua migliore annata nel 1995-96, quando ha trionfato sia in campionato che nella coppa nazionale. Nel 1996-97 vince nuovamente la Coppa di Croazia. L'accresciuta competitività degli avversari, e in particolare dello Spalato che dominerà il primo decennio del nuovo millennio, misero fine al dominio dell'Uspinjača. Nella stagione 2006-07 la squadra è tornata a vincere un trofeo, ovvero la sua terza Coppa nazionale.

## Palmarès

### Competizioni nazionali
- Campionato jugoslavo: 1
1989-90
- Campionato croato: 4
1991-92, 1992-93, 1994-95, 1995-96
- Coppa di Croazia: 5
1995-96, 1996-97, 2006-07, 2018-19, 2019-20

### Competizioni internazionali
- European Champions Tournament: 1
1988